# 帕爾·拉扎爾
帕爾·拉扎爾（匈牙利語：Pál Lázár；1988年3月11日—）是一位匈牙利足球運動員。在場上的位置是右後衛。他現在效力於匈牙利足球甲級聯賽球隊德布勒森足球俱樂部。他也代表匈牙利國家足球隊參賽。